# Dustin Poirier
Dustin Glenn Poirier (n. 19 ianuarie 1989, Parohia Lafayette, Louisiana, SUA) este un luptător american de arte marțiale mixte profesionist. A luptat în categoria ușoară din UFC. Poirier a fost campion interimar și la data de 1 iulie 2025 se află pe locul 6 în clasamentul categoriei ușoare din UFC.

## Biografie
Poirier s-a născut la 19 ianuarie 1989, în Lafayette, Louisiana, și este de origine franceză acadiană, în special din patrimoniul Cajun. A urmat liceul Northside pentru o scurtă perioadă de timp, deoarece a renunțat la clasa a IX-a din cauza unor probleme și lupte de stradă în mod repetat.

## Rezultate în MMA
| Rezultate profesioniste |             |               |
| 41 meciuri              | 30 victorii | 10 înfrângeri |
| Prin knockout           | 15          | 3             |
| Prin predare            | 8           | 4             |
| La puncte               | 7           | 3             |
| Nu s-a disputat         | 1           | 1             |

| Rezultat   | La general | Adversar              | Metodă                             | Eveniment                                                | Data               | Runda | Timp | Locația                     | Note                                                                                  |
| ---------- | ---------- | --------------------- | ---------------------------------- | -------------------------------------------------------- | ------------------ | ----- | ---- | --------------------------- | ------------------------------------------------------------------------------------- |
| Înfrângere | 30–10 (1)  | Max Holloway          | Decizie (unanimă)                  | UFC 318                                                  | 19 iulie 2025      | 5     | 5:00 | New Orleans, Louisiana, SUA | Pentru titlul simbolic "BMF".                                                         |
| Înfrângere | 30–9 (1)   | Islam Makhachev       | Predare (brabo choke)              | UFC 302                                                  | 1 iunie 2024       | 5     | 2:42 | Newark, New Jersey, SUA     | Pentru centura UFC Lightweight Championship. Fight of the Night.                      |
| Victorie   | 30–8 (1)   | Benoît Saint Denis    | KO (pumni)                         | UFC 299                                                  | 9 martie 2024      | 2     | 2:32 | Miami, Florida, SUA         | Fight of the Night.                                                                   |
| Înfrângere | 29–8 (1)   | Justin Gaethje        | KO (head kick)                     | UFC 291                                                  | 29 iulie 2023      | 2     | 1:00 | Salt Lake City, Utah        | Pentru centura simbolică "BMF".                                                       |
| Victorie   | 29–7 (1)   | Michael Chandler      | Submission (rear-naked choke)      | UFC 281                                                  | 12 noiembrie 2022  | 3     | 2:00 | New York City, New York     | Fight of the Night.                                                                   |
| Înfrângere | 28–7 (1)   | Charles Oliveira      | Submission (rear-naked choke)      | UFC 269                                                  | 11 decembrie 2021  | 3     | 1:02 | Las Vegas, Nevada           | Pentru centura UFC Lightweight Championship.                                          |
| Victorie   | 28–6 (1)   | Conor McGregor        | TKO (oprire medicală)              | UFC 264                                                  | 10 iulie 2021      | 1     | 5:00 | Las Vegas, Nevada           |                                                                                       |
| Victorie   | 27–6 (1)   | Conor McGregor        | TKO (punches)                      | UFC 257                                                  | 24 ianuarie 2021   | 2     | 2:32 | Abu Dhabi                   | Performance of the Night.                                                             |
| Victorie   | 26–6 (1)   | Dan Hooker            | Decizie (unanimă)                  | UFC on ESPN: Poirier vs. Hooker                          | 27 iunie 2020      | 5     | 5:00 | Las Vegas, Nevada           | Fight of the Night.                                                                   |
| Înfrângere | 25–6 (1)   | Khabib Nurmagomedov   | Submission (rear-naked choke)      | UFC 242                                                  | 7 septembrie 2019  | 3     | 2:06 | Abu Dhabi                   | Pentru campionatul UFC Lightweight Championship.                                      |
| Victorie   | 25–5 (1)   | Max Holloway          | Decizie (unanimă)                  | UFC 236                                                  | 13 aprilie 2019    | 5     | 5:00 | Atlanta, Georgia            | Câștigă campionatul interimar UFC Lightweight Championship. Fight of the Night.       |
| Victorie   | 24–5 (1)   | Eddie Alvarez         | TKO (punches)                      | UFC on Fox: Alvarez vs. Poirier 2                        | 28 iulie 2018      | 2     | 4:05 | Calgary, Alberta            | Performance of the Night.                                                             |
| Victorie   | 23–5 (1)   | Justin Gaethje        | TKO (punches)                      | UFC on Fox: Poirier vs. Gaethje                          | 14 aprilie 2018    | 4     | 0:33 | Glendale, Arizona           | Fight of the Night. Gaethje was deducted one point in round 3 for repeated eye pokes. |
| Victorie   | 22–5 (1)   | Anthony Pettis        | Submission (body triangle)         | UFC Fight Night: Poirier vs. Pettis                      | 11 noiembrie 2017  | 3     | 2:08 | Norfolk, Virginia           | Fight of the Night.                                                                   |
| Anulat     | 21–5 (1)   | Eddie Alvarez         | NC (lovituri de genunchi ilegale)  | UFC 211                                                  | 13 mai 2017        | 2     | 4:12 | Dallas, Texas               |                                                                                       |
| Victorie   | 21–5       | Jim Miller            | Decizie (majoritară)               | UFC 208                                                  | 11 februarie 2017  | 3     | 5:00 | Brooklyn, New York          | Fight of the Night.                                                                   |
| Înfrângere | 20–5       | Michael Johnson       | KO (punches)                       | UFC Fight Night: Poirier vs. Johnson                     | 17 septembrie 2016 | 1     | 1:35 | Hidalgo, Texas              |                                                                                       |
| Victorie   | 20–4       | Bobby Green           | KO (punches)                       | UFC 199                                                  | 4 iunie 2016       | 1     | 2:53 | Inglewood, California       |                                                                                       |
| Victorie   | 19–4       | Joseph Duffy          | Decizie (unanimă)                  | UFC 195                                                  | 2 ianuarie 2016    | 3     | 5:00 | Las Vegas, Nevada           |                                                                                       |
| Victorie   | 18–4       | Yancy Medeiros        | TKO (punches)                      | UFC Fight Night: Boetsch vs. Henderson                   | 6 iunie 2015       | 1     | 2:38 | New Orleans, Louisiana      | Catchweight (159 lb) bout; Medeiros missed weight. Performance of the Night.          |
| Victorie   | 17–4       | Carlos Diego Ferreira | KO (punches)                       | UFC Fight Night: Mendes vs. Lamas                        | 4 aprilie 2015     | 1     | 3:45 | Fairfax, Virginia           | Revine la categoria Lightweight. Performance of the Night.                            |
| Înfrângere | 16–4       | Conor McGregor        | TKO (punches)                      | UFC 178                                                  | 27 septembrie 2014 | 1     | 1:46 | Las Vegas, Nevada           |                                                                                       |
| Victorie   | 16–3       | Akira Corassani       | TKO (punches)                      | The Ultimate Fighter Nations Finale: Bisping vs. Kennedy | 16 aprilie 2014    | 2     | 0:42 | Quebec City, Quebec         | Fight of the Night.                                                                   |
| Victorie   | 15–3       | Diego Brandão         | KO (punches)                       | UFC 168                                                  | 28 decembrie 2013  | 1     | 4:54 | Las Vegas, Nevada           | Catchweight (151.5 lb) bout; Brandão missed weight.                                   |
| Victorie   | 14–3       | Erik Koch             | Decizie (unanimă)                  | UFC 164                                                  | 31 august 2013     | 3     | 5:00 | Milwaukee, Wisconsin        |                                                                                       |
| Înfrângere | 13–3       | Cub Swanson           | Decizie (unanimă)                  | UFC on Fuel TV: Barão vs. McDonald                       | 16 februarie 2013  | 3     | 5:00 | Londra                      |                                                                                       |
| Victorie   | 13–2       | Jonathan Brookins     | Submission (brabo choke)           | The Ultimate Fighter: Team Carwin vs. Team Nelson Finale | 15 decembrie 2012  | 1     | 4:15 | Las Vegas, Nevada           |                                                                                       |
| Înfrângere | 12–2       | Chan Sung Jung        | Technical Submission (brabo choke) | UFC on Fuel TV: Korean Zombie vs. Poirier                | 15 mai 2012        | 4     | 1:07 | Fairfax, Virginia           | Fight of the Night.                                                                   |
| Victorie   | 12–1       | Max Holloway          | Submission (triangle armbar)       | UFC 143                                                  | 4 februarie 2012   | 1     | 3:23 | Las Vegas, Nevada           | Submission of the Night.                                                              |
| Victorie   | 11–1       | Pablo Garza           | Submission (brabo choke)           | UFC on Fox: Velasquez vs. dos Santos                     | 12 noiembrie 2011  | 2     | 1:32 | Anaheim, California         |                                                                                       |
| Victorie   | 10–1       | Jason Young           | Decizie (unanimă)                  | UFC 131                                                  | 11 iunie 2011      | 3     | 5:00 | Vancouver, British Columbia |                                                                                       |
| Victorie   | 9–1        | Josh Grispi           | Decizie (unanimă)                  | UFC 125                                                  | 1 ianuarie 2011    | 3     | 5:00 | Las Vegas, Nevada           | Featherweight debut.                                                                  |
| Victorie   | 8–1        | Zach Micklewright     | TKO (punches)                      | WEC 52                                                   | 11 noiembrie 2010  | 1     | 0:53 | Las Vegas, Nevada           |                                                                                       |
| Înfrângere | 7–1        | Danny Castillo        | Decizie (unanimă)                  | WEC 50                                                   | 18 august 2010     | 3     | 5:00 | Las Vegas, Nevada           |                                                                                       |
| Victorie   | 7–0        | Derek Gauthier        | KO (punches)                       | Ringside MMA                                             | 18 iunie 2010      | 1     | 0:57 | Montreal, Quebec            |                                                                                       |
| Victorie   | 6–0        | Derrick Krantz        | Submission (armbar)                | USA MMA: Night of Champions 2                            | 6 martie 2010      | 2     | 3:35 | Lafayette, Louisiana        |                                                                                       |
| Victorie   | 5–0        | Ronny Lis             | Submission (armbar)                | USA MMA: Border War 2                                    | 13 noiembrie 2009  | 1     | 0:51 | Lake Charles, Louisiana     |                                                                                       |
| Victorie   | 4–0        | Daniel Watts          | KO (punches)                       | Bang FC                                                  | 31 octombrie 2009  | 1     | 1:26 | Greenville, Mississippi     |                                                                                       |
| Victorie   | 3–0        | Joe Torrez            | TKO (punches)                      | USA MMA 8: Natural Disaster 3                            | 1 august 2009      | 1     | 2:37 | New Iberia, Louisiana       |                                                                                       |
| Victorie   | 2–0        | Nate Jolly            | Submission (armbar)                | Cajun FC                                                 | 26 iunie 2009      | 2     | 3:54 | New Iberia, Louisiana       |                                                                                       |
| Victorie   | 1–0        | Aaron Suarez          | KO (punches)                       | USA MMA 7: River City Rampage                            | 16 mai 2009        | 1     | 1:19 | Shreveport, Louisiana       |                                                                                       |

## Legături externe
Materiale media legate de Dustin Poirier la Wikimedia Commons